# LIBER (organizacja międzynarodowa)
LIBER (franc. Ligue de Biblioteques Européennes de Recherche, ang. Association of European Research Libraries) – stowarzyszenie bibliotek naukowych, które zrzesza członków z krajów należących do Rady Europy. Działa pod auspicjami Rady Europy od 1971 roku. Od 2009 roku z siedzibą w Hadze.
Nazwa organizacji LIBER nawiązywać miała w założeniu zarówno do pojęcia książki, jak i wolności.
Nadrzędne cele przyświecające LIBER to:
1. Wspieranie otwartej nauki
2. Przewodzenie zmianom w środowisku naukowym
3. Kształtowanie innowacji w badaniach naukowych

Działalność stowarzyszenia skupia się m.in. na infrastrukturze informacji naukowej, kształceniu liderów i dyrektorów bibliotek, prawie autorskim, otwartym dostępie do publikacji naukowych, kolekcjach cyfrowych, badaniach naukowych i edukacji. Organizuje również fora dotyczące architektury bibliotek i dziedzictwa kulturowego.
Do stowarzyszenia należeć mogą instytucje tj. biblioteki narodowe, akademickie, biblioteki ze zbiorami naukowymi, organizacje bibliotekarskie, firmy i konsorcja działające na rzecz bibliotek oraz osoby indywidualne.
Obecnie (stan na początek 2017 r.) posiada ponad 400 członków. Wśród nich znajduje się osiem instytucji z Polski:
1. Biblioteka Politechniki Gdańskiej
2. Biblioteka Jagiellońska
3. Biblioteka Narodowa
4. Biblioteka Gdańska Polskiej Akademii Nauk
5. Biblioteka Uniwersytecka w Warszawie
6. Biblioteka Główna Politechniki Warszawskiej
7. Biblioteka Uniwersytecka w Poznaniu
8. Centrum Wiedzy i Informacji Naukowo-Technicznej we Wrocławiu